# Atractus meridensis
Atractus meridensis är en ormart som beskrevs av Esqueda och La Marca 2005. Atractus meridensis ingår i släktet Atractus och familjen snokar.
Artens utbredningsområde är delstaten Mérida i västra Venezuela. Inga underarter finns listade. Honor lägger ägg. Ormen lever i bergstrakter mellan 1600 och 2000 meter över havet. Den vistas i städsegröna och lövfällande skogar och besöker ibland trädgårdar.
Det är inget känt om populationens storlek och möjliga hot. IUCN listar arten med kunskapsbrist (DD).